# Salak
Ez a cikk az égéstermékről szól. A salak szó további jelentésekként az emésztés szilárd végtermékeinek (salak (biológia)) és a tűzhányókban termelt vulkáni salakok megnevezésére is használatos.

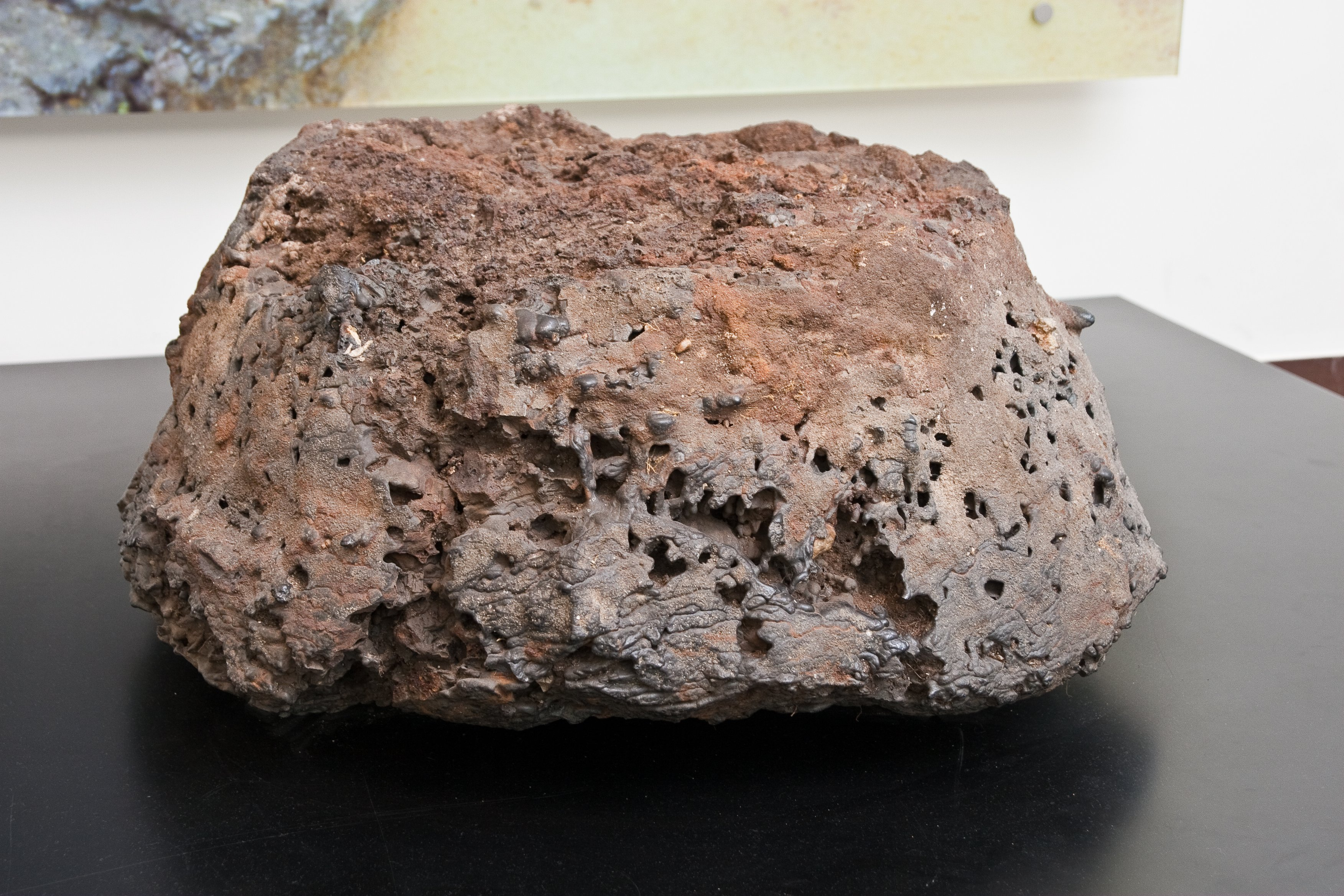
Salak Dániából

A salak olyan, zománc- és/vagy üvegnemű anyag, amely nagy hőmérsékletű ipari folyamatokban keletkezik, ezen folyamatok melléktermékeként a felhasznált alapanyagokból, a tűztér falazatából, a tüzelőanyag hamujából stb. Ezek az anyagok a tűztér melegében összeolvadnak, majd lehűlve szilárd állapotba dermednek. Az amorf, üvegszerű masszában különféle ásványok apró szemcséi úsznak: ezek egyik csoportja (például gehlenit Ca2Al(AlSiO7, wollastonit SiO3 stb.) az égéstérben nagy hőmérsékleten keletkezik, a másik (például magnetit Fe3O4) a meddő kőzetanyagának az ilyen nagy hőmérsékletet is elviselő alkotórészeiből áll.
Az égés gáz halmazállapotú termékeivel távozó szilárd halmazállapotú anyag a pernye.

## Összetétele
A domináns fázis kémiai összetétele szerint megkülönböztetik az orto-, meta- és poliszilikát salakokat. A kohászat a fémtartalom szerint nikkeles, ólmos, ónos, rezes vagy vasas, a koholás módja szerint pedig nagyolvasztó-, kavaró-, frissítő-, Bessemer-, Thomas- stb. salakokat tart nyilván.
Szinte mindig tartalmaz különböző kénvegyületeket. Vastartalmának köszönhetően az oxidatív salakok jellegzetesen vörösek, a reduktívak pedig szürkék.

## Fajtái
A salak két fő fajtája az erőművi és a kohászati salak.

### Erőművi salak
Az ún. elsődleges salak a tűztér alján visszamaradó, darabos anyag. Ez a szilárd égéstermékek viszonylag csekély hányada. A szilárd égéstermékek meghatározó többségét a tűztérből távozó füstgázok magukkal ragadják, de abból a nagyobb darabok még visszahullanak; ez a másodlagos salak. A gázokkal végleg távozó anyag a pernye; ennek döntő többségét a kéményben elektrofilterekkel választják le. A kétféle salak együttes tömege a leválasztott pernye tömegének kb. 1/7-e (Angyal).
Magyarország szilárd tüzelésű hőerőműveiben a 2000-es években évente mintegy félmillió tonna salak keletkezett (Angyal).

### Kohászati salak
A kohászati salak az ércek (dúsítmányok) koholásakor keletkezik a nyersanyagban lévő földes alkotórészek és némely fémoxidok vegyüléséből, esetleg tisztán fémoxidokból. Az amorf fázis rendesen számottevő kovasavat tartalmaz, mellette a kénsav, foszforsav, arzénsav, antimonsav, krómsav mennyisége alárendelt. Az ásványokban a szilícium-dioxid nem önálló fázisként fordul elő, hanem más fémek oxidjaival vegyül. Egyes típusokban a szilícium-dioxid helyett az alumínium-oxid van ilyen fölöslegben; ezek az ún. aluminát-salakok.

## Felhasználása
Régebben egyértelműen hulladéknak tekintették és hányókon halmozták fel. A magyarországi erőművekből kikerült salak- és pernyelerakók felülete 2000-ben több mint 1000 ha volt és bennük mintegy 180 millió m³ hulladékot tároltak. A gyakorlati hasznosítás során az együttesen tárolt, illetve felhasznál, ún. salakpernyének lényegében két tulajdonságát hasznosítják:
- a jó puccolános aktivitást (azt, hogy vízzel elegyedve a cementhez hasonlóan köt és szilárdul),
- nagy szorpciós kapacitását (fajlagos felületét).

A 20. században (Magyarországon az 1960-es évektől) mindinkább előtérbe került a gyakran olcsón vagy ingyen hozzáférhető salakanyagok különböző célú hasznosítása. A hulladék helyett azóta már többnyire mellékterméknek tekintik olyannyira, hogy a jobb összetételű salakok termelése érdekében rendszeresen befolyásolják az égés folyamatát, illetve salakképző anyagokat adagolnak a tűztérbe.
Fő felhasználója az építőipar: utakat alapoznak vele, gátakat építenek belőle, házak falazata, illetve szigetelése készül belőle. Szokásos adalékanyaga a cement- és a műtrágyagyártásnak. Ez utóbbi felhasználása részben annak köszönhető, hogy némely fajtái sok, a növények anyagcseréjéhez alapvetően szükséges tápelemet tartalmaznak; ezeket közvetlenül is használják talajjavító anyagnak a mezőgazdaságban és az erdészetben.
A salak megolvasztásával és vattásításával állítják elő a salakgyapotot.
Az oxidatív salakokat rendszeresen használják különböző sportpályák (atlétika, tenisz, motorsport stb.) felületének borítására.